# Claudio Cormio
Claudio Cormio (...) è un montatore italiano, vincitore del Ciak d'oro.

## Biografia
Musicista di formazione, sul finire degli anni settanta collabora con Il Nuovo Canzoniere Italiano, gruppo di Ivan Della Mea. Nel 1980 si diploma montatore.

## Filmografia
- Giulia in ottobre, regia di Silvio Soldini (1985)
- Innocenza, regia di Villi Hermann (1986)
- Provvisorio quasi d'amore, registi vari (1988)
- Ti ho incontrata domani, regia di Pio Bordoni (1989)
- Occhi che videro, regia di Daniele Segre (1989)
- L'aria serena dell'ovest, regia di Silvio Soldini (1990)
- Il caso Martello, regia di Guido Chiesa (1991)
- Manila Paloma Blanca, regia di Daniele Segre (1992)
- Veleno, regia di Bruno Bigoni (1993)
- Un'anima divisa in due, regia di Silvio Soldini (1993)
- Anime fiammeggianti, regia di Davide Ferrario (1994)
- La seconda volta, regia di Mimmo Calopresti (1995)
- Le acrobate, regia di Silvio Soldini (1997)
- Tutti giù per terra, regia di Davide Ferrario (1997)
- Figli di Annibale, regia di Davide Ferrario (1998)
- Guardami, regia di Davide Ferrario (1999)
- Chiedimi se sono felice, regia di Aldo, Giovanni e Giacomo e Massimo Venier (2000)
- Alla rivoluzione sulla due cavalli, regia di Massimo Sciarra (2001)
- Quasi quasi, regia di Gianluca Fumagalli (2002)
- Un Aldo qualunque, regia di Dario Migliari (2002)
- La leggenda di Al, John e Jack, regia di Aldo, Giovanni e Giacomo e Massimo Venier (2002)
- Dopo mezzanotte, regia di Davide Ferrario (2004)
- Se devo essere sincera, regia di Davide Ferrario (2004)
- I dischi del sole, regia di Luca Pastore (2004)
- La cura del gorilla, regia di Carlo A. Sigon (2006)
- La strada di Levi, regia di Davide Ferrario (2006)
- Tutta colpa di Giuda, regia di Davide Ferrario (2009)
- Sinestesia, regia di Erik Bernasconi (2010)
- Piazza Garibaldi, regia di Davide Ferrario (2011)
- Non è mai colpa di nessuno, regia di Andrea Prandstraller (2013)
- La luna su Torino, regia di Davide Ferrario (2013)
- Contromano, regia di Antonio Albanese (2018)
- L'ombra del figlio, regia di Fabio Pellegrinelli (2019)
- Boys, regia di Davide Ferrario (2021)

## Riconoscimenti
David di Donatello
- 2005 - Candidatura a miglior montaggio per Dopo mezzanotte

Nastro d'argento
- 1999 - Candidatura a migliore montaggio per Figli di Annibale
- 2009 - Candidatura a migliore montaggio per Tutta colpa di Giuda

Ciak d'oro
- 1991 - Candidatura a migliore montaggio per L'aria serena dell'ovest
- 1994 - Candidatura a migliore montaggio per Un'anima divisa in due
- 1997 - Migliore montaggio per Tutti giù per terra
- 2001 - Candidatura a migliore montaggio per Chiedimi se sono felice
- 2009 - Candidatura a migliore montaggio per Tutta colpa di Giuda

Premio Flaiano
- 2004 - Premio per il montaggio per Dopo mezzanotte